# Cap Noir (marque fromagère)
Pour l’article homonyme, voir Cap Noir.
Cap Noir est une marque commerciale française désignant un fromage industriel de lait pasteurisé de vache appartenant la Compagnie laitière des Mascareignes. C'est un fromage à pâte pressée non cuite fabriqué à La Réunion par Fromageries de Bourbon. 
Cette marque  renvoie au Cap Noir, un à-pic montagneux du massif du Piton des Neiges, sur cette île française du sud-ouest de l'océan Indien.